# Amegilla paracalva
Amegilla paracalva là một loài Hymenoptera trong họ Apidae. Loài này được Brooks mô tả khoa học năm 1993.